# 岡部直治
岡部 直治（おかべ なおはる、1970年1月4日 - ）は、栃木県出身の日本の男性プロボウラー。コロナキャットボウル仙台店所属。用品契約はアメリカンボウリングサービス（ABS)。JPBA第26期・ライセンスNo.627。

## 人物
プロテストに17歳5か月で合格し、1987年当時の史上最年少を記録した。
永久A級ライセンス所持者。
2015年度シードプロ。
スマイルフィールド。（神奈川県厚木市）の代表を務めていたが、地震の影響により2022年11月をもって閉鎖。
2024年2月1日よりコロナキャットボウル仙台店所属となり、活動拠点を「神奈川・西」から「東北」に移した。

## 戦績
メインタイトル
- 第21回イーグルクラシック
- 第16回関東オープン
- 中日杯2012東海オープン

通算成績
- 優勝：3回
- ST優勝：3回
- 公認パーフェクト：3回
- 800シリーズ：0回
- 7-10スプリットメイド：1回

## 戦歴
2009年
- SeasonTrial ウィンター - 第2位
- SeasonTrial スプリング - 優勝
- ランキング
  - ポイント - 46位
  - アベレージ - 222.28（16位）

2011年
- ラウンドワンカップ2011 - 第11位
- コカ・コーラカップ 2011千葉オープン - 第29位
- 第35回ABSジャパンオープン - 第35位
- 第45回全日本プロボウリング選手権大会 - 第11位
- SeasonTrial サマー - 優勝
- ランキング
  - ポイント - 26位
  - アベレージ - 215.51
  - 賞金 - 16位

2012年
- 中日杯2012東海オープン - 優勝

2014年
- 東海オープン - 第29位
- 第2回グリコセブンティーンアイス杯 - 第42位
- ROUND1CUP2014 - 第48位
- MKチャリティカップ - 第30位
- 千葉オープン - 第7位
- JAPANCUP - 第79位
- 全日本選手権 - 第44位
- SeasonTrial ウィンター - 第10位
- SeasonTrial スプリング - 第13位
- SeasonTrial サマー - 第14位
- SeasonTrial オータム - 第26位
- ランキング
  - ポイント - 26位
  - アベレージ - 19位（217.31）

2015年
- 第36回関西オープン - 第8位
- SeasonTrial スプリング - 第5位
- 第3回グリコセブンティーンアイス杯 - 第5位
- 第15回ABS PRO-AM300トーナメント - 第26位
- 第7回 EXENO CUP - 第19位
- ROUND1CUP2015 ナインテントーナメント - 優勝
- コカ・コーラカップ 2015千葉オープン - 第20位
- SeasonTrial STオータム - 優勝
- ランキング
  - ポイント - 34位（750pt）
  - アベレージ - 34位（213.11pin）
  - 獲得賞金 - 28位（￥596,000）

2016年
- SeasonTrial ウィンター - 第16位